# Сверхширокоугольный объектив
Сверхширокоугольный объектив — короткофокусный объектив, угловое поле которого превышает 90° по диагонали кадра, а фокусное расстояние короче, чем наименьшая сторона прямоугольного кадра. Таким образом для малоформатного фотоаппарата все объективы с фокусным расстоянием менее 24 мм считаются сверхширокоугольными, поскольку размер такого кадра составляет 24×36 мм. Для кинокамеры формата «Супер-35» с шагом кадра в 4 перфорации сверхширокоугольным считается любой объектив короче 18 мм. Сверхширокоугольными могут быть как фикс-объективы, так и зумы, если диапазон фокусных расстояний последних укладывается в упомянутые пределы.
Для фотосистем с разными форматами кадра сверхширокоугольными могут считаться объективы разных фокусных расстояний:
- Для стандарта 4/3 — менее 9 мм;
- Для сенсора APS-C — менее 15 мм;

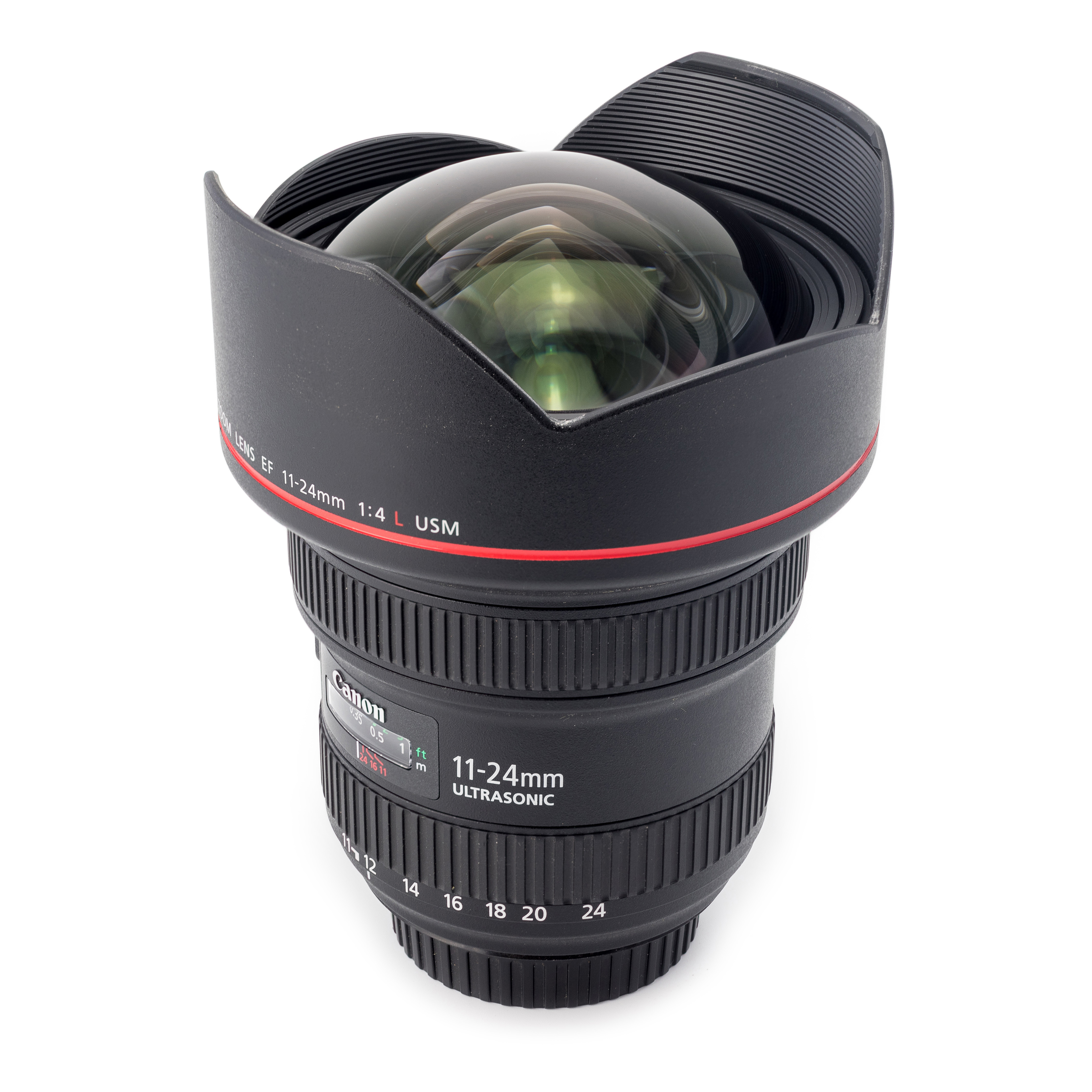
Сверхширокоугольный зум-объектив «Canon» с диапазоном фокусных расстояний 11—24 мм, предназначенный для малоформатных или «полнокадровых» фотоаппаратов

- Для малоформатного кадра или «полнокадрового» сенсора — менее 24 мм;
- Для среднеформатного кадра или сенсора 6×4,5 сантиметра — менее 41 мм;
- Для кадров 6×6 и 6×7 сантиметров — менее 56 мм;

## Классификация
Существуют два основных типа сверхширокоугольных объективов: дисторсирующие (реже — дисторзирующие) и ортоскопические. Вторые составляют самую большую группу, поскольку строят изображение, строго подчиняющееся законам линейной перспективы. Прямые линии отображаются такими объективами прямыми, а форма объектов сохраняет геометрическое подобие. Дисторсирующие объективы отличаются большой неисправленной дисторсией и очень большими угловыми полями, доходящими до 180° и даже превышающими этот угол. В обиходе такие объективы получили название «рыбий глаз» и от ортоскопических отличаются ярко выраженными искажениями. Прямые линии на снимке отображаются дугами, а у «циркулярного рыбьего глаза» всё изображение имеет форму круга, целиком вписанного в прямоугольный или квадратный кадр. Дисторсирующие сверхширокоугольники могут быть использованы в качестве яркого изобразительного средства, но массовое применение нашли только в специальных областях, таких как метеорология или видеонаблюдение.

## Историческая справка
Первый массовый объектив «Перископ», обладающий достаточным для сверхширокоугольника угловым полем 90°, в 1865 году получен из двух простейших «Моноклей» немецким оптиком Хуго Штайнхелем (нем. Hugo Adolph Steinheil). Симметричная конструкция позволила избавиться от недопустимой для широкоугольного объектива дисторсии. Увеличить угловое поле до 135° удалось лишь в 1900 году ведущему оптику фирмы Goerz Эмилю фон Хёгу (нем. Emil von Höegh) в объективе «Гипергон», предназначенном для съёмки на фотопластинки 18×24 см. Конструкция его была аналогична предыдущим, и состояла из двух симметрично расположенных очень тонких менисков. Огромное поле зрения достигалось за счёт их предельного изгиба и характеристик лучшего на тот момент «йенского» оптического стекла. Примечательно, что кроме дисторсии и комы объектив был частично исправлен даже от астигматизма и кривизны поля.
Главный недостаток всех этих объективов заключался в крайне низкой светосиле, которая не превышала значения f/22. Однако, применению в архитектурной и интерьерной фотографии, для которых прежде всего предназначалась сверхширокоугольная оптика, это не мешало: неподвижные сюжеты можно снимать на выдержках любой длительности. Бурное развитие авиации и распространение фоторазведки в первой четверти XX века дали самый сильный толчок для дальнейших разработок, которые привели к появлению светосильных сверхширокоугольников, особенно востребованных для маршрутной съёмки с небольших высот. В 1934 году немецкий оптик Роберт Рихтер запатентовал объектив «Zeiss Topogon», предназначенный для топографической аэрофотосъёмки, что отражено в названии. За счёт добавления ещё двух симметричных менисков светосилу удалось довести до f/6,3 при поле зрения в 100°. В том же году советский оптик Михаил Русинов рассчитал объектив «Лиар-6» с аналогичными характеристиками, ставший родоначальником сверхширокоугольного семейства «Руссар».  
Все эти объективы проектировались в расчёте на максимальную ортоскопичность, необходимую в фотограмметрии и архитектурной фотографии. В 1911 году американец Роберт Вильямс Вуд в своей книге «Физическая оптика» впервые описал новый тип сверхширокоугольника с неисправленной дисторсией и одновременно придумал термин «рыбий глаз», подчёркивающий схожесть получаемого изображения с эффектом «окна Снелла», наблюдаемым подводными обитателями из-за преломляющих свойств воды. Первая практически пригодная конструкция такого объектива рассчитана биохимиком Робином (Робертом) Хиллом и предназначалась для фоторегистрации облачности в пределах всей полусферы небосвода. В 1924 году британская компания Beck of London изготовила первый объектив Хилла под названием Hill Sky Lens для одноимённой регистрирующей камеры. В 1932 году германский патент № 620 538 на более совершенную оптическую схему «рыбьего глаза» Weitwinkelobjektiv получен компанией AEG. После войны дисторсирующие сверхширокоугольники появились в каталогах большинства оптических компаний, дополняя объективы остальных типов. Кроме объективов начался выпуск афокальных насадок на обычную оптику, дающих аналогичные искажения и полусферическое поле зрения.

## Технические особенности

### Неравномерность освещённости поля изображения
Согласно формуле Ламберта, одновременно с увеличением угла поля зрения снижается освещённость на краях поля изображения. Это объясняется ростом разницы длины хода лучей к центру и краям изображения, а освещённость при этом изменяется пропорционально косинусу четвёртой степени:
{\displaystyle E_{\omega '}=E_{0}\cos ^{4}\omega '}
где {\displaystyle E_{\omega '}} — освещённость, создаваемая пучками, наклонными к оптической оси под углом {\displaystyle \omega '}, а {\displaystyle E_{0}} — освещённость, создаваемая осевым пучком. Равенство справедливо для любых объективов, но критическое значение приобретает для сверхширокоугольной оптики. 
Так, для угла {\displaystyle \omega '} в 23° (половина полевого угла 46°), характерного для большинства нормальных объективов, освещённость в углах кадра составит 0,72 от освещённости в центре. Для половины минимального полевого угла сверхширокоугольника, составляющей 45°, четвёртая степень косинуса равна 0,25, что соответствует четырёхкратному (на две экспозиционных ступени) снижению освещённости без учёта виньетирования. Дальнейшее увеличение полевого угла приводит к ещё более сильному затемнению. Например, расширение поля зрения всего на 10° приводит к снижению освещённости на краях кадра до 0,17 от его центра. Для компенсации затенения краёв снимка в ранней фотографии использовались различные механические оттенители, искусственно снижающие освещённость в центре кадра. Иногда приходилось прибегать даже к таким ухищрениям, как установка в центре передней линзы вращающегося звездообразного оттенителя с пневматическим приводом. 
Немецкий конструктор Адольф Мите решал проблему с помощью градиентного светофильтра, склеенного из плоско-выпуклой окрашенной линзы и прозрачной плоско-вогнутой. Позднее на одну из линз объектива начали наносить полупрозрачное металлическое напыление. Падение освещённости было практически неустранимым в сверхширокоугольных объективах симметричной конструкции, пригодных для установки на незеркальной фотокиноаппаратуре, например на дальномерных фотоаппаратах или метражных камерах. Тщательный подбор линз с учётом аберрационного виньетирования позволял уменьшить степень косинуса до 3 («Руссар»), а в лучших конструкциях до 2,5 (Zeiss Hologon), однако равномерность экспозиции, даваемая сверхширокоугольными объективами, всё равно оставалась неудовлетворительной.
Появление оптики ретрофокусного типа, предназначенной для однообъективных зеркальных фотоаппаратов и кинокамер с зеркальным обтюратором, позволило частично решить проблему закона косинусов. Удлинённый задний отрезок таких объективов уменьшает их угол поля изображения, снижая разницу хода осевых и краевых пучков до значений, характерных для нормальных объективов. Дисторсирующие объективы типа «рыбий глаз» изначально строились по ретрофокусной схеме, и поэтому неравномерная освещённость по полю была для них нехарактерна. Равномерная освещённость и минимальное виньетирование достигаются в новейших сверхширокоугольниках за счёт частичной или полной телецентричности в пространстве изображений.

### Аберрации
Не менее серьёзную проблему при конструировании сверхширокоугольных объективов составляют аберрации, резко усиливающиеся по мере отклонения пучков от оптической оси. Особенно резко возрастают астигматизм и хроматическая аберрация. Дисторсия практически полностью корригировалась уже в самых первых конструкциях за счёт их симметричности. Внедрение компьютеров для расчёта оптических схем, а также распространение и удешевление асферических линз, позволили приблизить качество изображения сверхширокоугольных объективов ко всем остальным типам оптики.

### Искажения

Искажения азимутальной проекции, соответствующие искажениям большинства дисторсирующих сверхширокоугольников

Искажения гномонической проекции, соответствующие искажениям ортоскопических сверхширокоугольников

Как ортоскопические, так и дисторсирующие сверхширокоугольные объективы меняют форму отображаемых предметов, поскольку любая проекция сферического обзора на плоскость неизбежно приводит к искажениям. При небольших полях зрения они малозаметны, но начинают проявляться с ростом угла обзора. Дисторсирующие объективы дают наиболее яркую картину искажений, соответствующую азимутальной, ортографической или стереографической проекциям, в зависимости от оптической конструкции и величины дисторсии. 
Прямые линии, не пересекающие оптическую ость, отображаются кривыми, степень выгибания которых возрастает по мере удаления к краю кадра. Горизонт преображается в дугу, выпуклость которой направлена в сторону, противоположную отклонению оптической оси от горизонтали. Предметы, расположенные на краях поля зрения, сжимаются с интенсивностью, зависящей от реализованной проекции: сильнее всего сжатие проявляется в ортографической, а наименее заметно в стереографической. Любой сюжет, снятый таким объективом, приобретает известную условность, которая может быть очень выразительна, но неприемлема в качестве постоянного изобразительного средства.
Искажения, привносимые ортоскопическими объективами, не так бросаются в глаза, но не менее существенны, и соответствуют особенностям гномонической проекции. При небольших углах поля зрения эти искажения практически незаметны, проявляясь только в сверхширокоугольных объективах с большим наклоном боковых пучков в пространстве предметов. В предельном случае приближения к краям поля зрения в 180° площадь изображения предметов с конечными размерами стремится к бесконечности. Поэтому даже при полном отсутствии дисторсии любая ортоскопическая оптика растягивает снимаемые объекты по мере удаления от центра кадра из-за косой проекции. Вследствие этого один и тот же объект на краях кадра выглядит более растянутым, чем в центре. В большинстве сюжетов это почти незаметно, однако проявляется на предметах, форма которых узнаваема или заведомо известна. Человеческое лицо, попавшее на край кадра, снятого сверхширокоугольником, растягивается в ширину, а иногда и перекашивается в направлении к углам изображения. По этой причине сверхширокоугольные объективы практически непригодны для портретной и групповой съёмки. 
Неизбежность таких искажений при больших угловых полях в 1950-х годах привела к созданию панорамного кинематографа, где широкое поле зрения разбивается на три части, регистрируемые тремя повёрнутыми на соответствующий угол объективами. Полученное таким способом изображение затем воссоздаётся тремя проекторами на сильно изогнутом экране цилиндрического профиля. Однако, панорамные киносистемы оказались слишком сложны и непригодны для постановочного кинематографа, уступив место широкоформатным и широкоэкранным. В кинематографе и телевидении искажения сверхширокоугольной оптики особенно заметны при панорамировании, и при этом выглядят как неестественное «перетекание» пространства от одного края кадра к другому с замедлением в его центре. По этой причине такие объективы предпочтительно использовать при неподвижной камере. В то же время, на движущемся изображении сверхширокоугольник подчёркивает приближение или удаление персонажей, менее заметные с другими объективами.

## Особенности использования
Ортоскопические сверхширокоугольные объективы дают такое же изображение, как и объективы любых других фокусных расстояний. Главное отличие заключается в подчёркнутом перспективном сокращении, которое объясняется неестественно большим углом обзора при рассматривании готового снимка с обычного расстояния. 
Независимо от типа, всем сверхширокоугольным объективам свойственна очень большая глубина резкости, практически не требующая точной фокусировки. Благодаря этому можно пользоваться метражной шкалой или простой установкой на гиперфокальное расстояние. Большинство ранних объективов «Рыбий глаз» вообще не оснащались механизмом фокусировки, выпускаясь в оправе «фикс-фокус». Ещё одним достоинством сверхширокоугольных объективов считается низкая чувствительность к тряске, дающая возможность снимать видео с движения даже без оптических стабилизаторов или устройств типа «Стэдикам». Незначительные угловые перемещения камеры практически незаметны при таких больших углах обзора. Это также позволяет использовать относительно длинные выдержки при фотографировании без штатива в условиях недостаточного освещения.

### Источники света в кадре

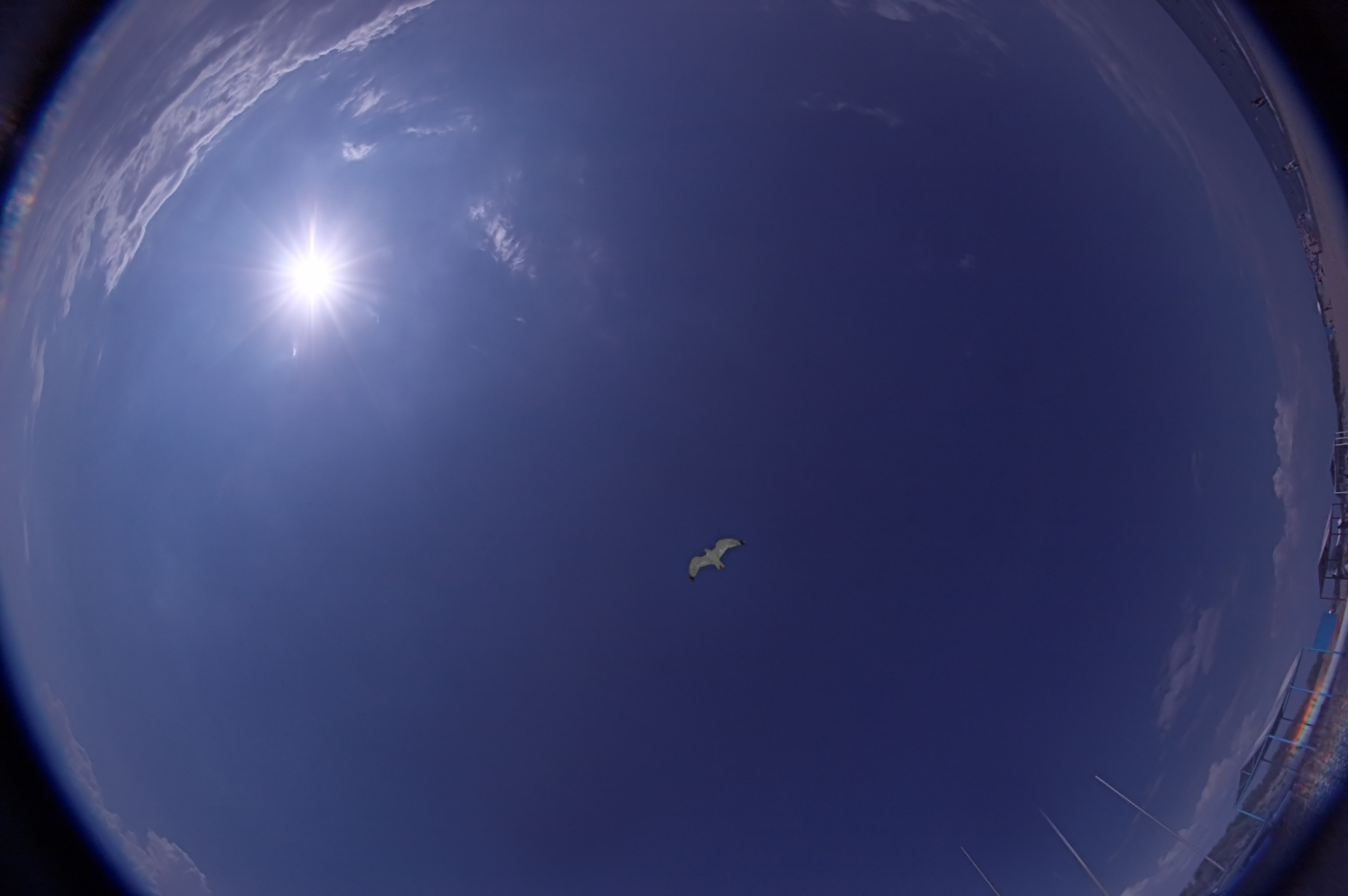
Небосвод с солнцем, снятые рыбьим глазом «Пеленг»